# René Rebetez
René Rebetez, eigentlich René Rebetez Cortés (* 1933 in Subachoque, Provinz Cundinamarca; † 30. Dezember 1999 in Providencia, Provinz San Andrés und Providencia) war ein kolumbianischer Schriftsteller. 
Rebetez war der Sohn eines Kolumbianers und dessen schweizerischer Ehefrau.  Seine Schulzeit absolvierte Rebetez meistenteils in Bogotá. Im Anschluss daran ging er in die Schweiz, um an der Universität Genf Soziologie und Wirtschaftswissenschaften zu studieren. 
Nach erfolgreichem Abschluss seines Studiums lebte Rebetez einige Zeit in Frankreich. Später bereiste er Kuba und lebte einige Zeit in Havanna und in Mexiko-Stadt. Er gründete das Science-Fiction-Magazin „Crononauta“ und leitete sie als verantwortlicher Chefredakteur auch einige Zeit. 

## Werke (Auswahl)
Belletristik
- Cuentos de amor, terror y otros misterios. 1998.
- Cuentos para máquinas. 1969.
- La nueva prehistora y otros cuentos. 1967.
- La odisea de la luz. 1997.
- Los ojos de la Clepsidra.

Sachbücher
- Amor y cibernética. 1969.
- La ciencia ficción, Cuarta dimensión de la literatura.
- Libro de hoy.
- Objetos prehispánicos de hierro y piedra. 1964.